# 筲箕灣譚公廟
22°16′57″N 114°13′51″E / 22.2825°N 114.2307°E

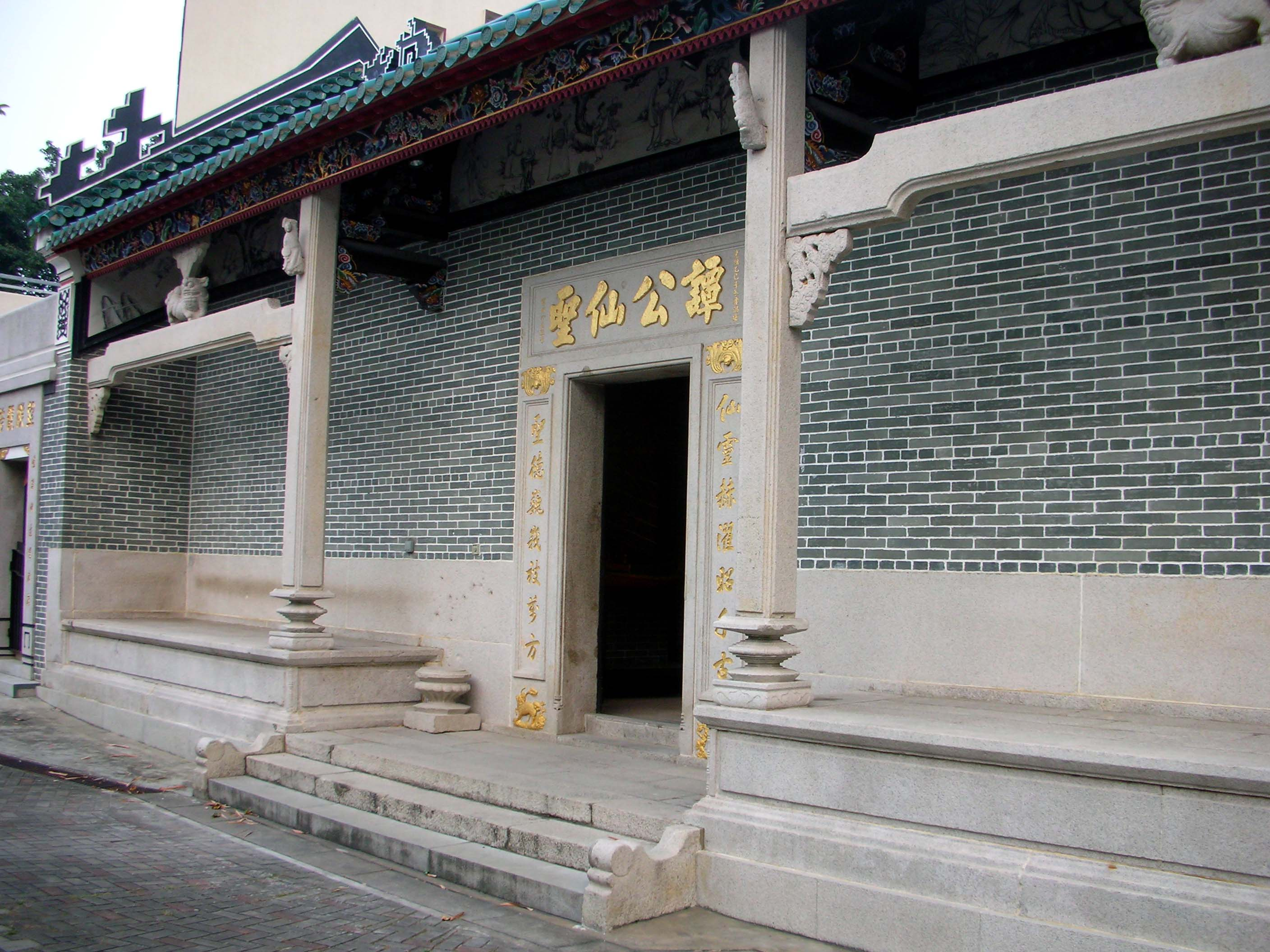
譚公廟外貌

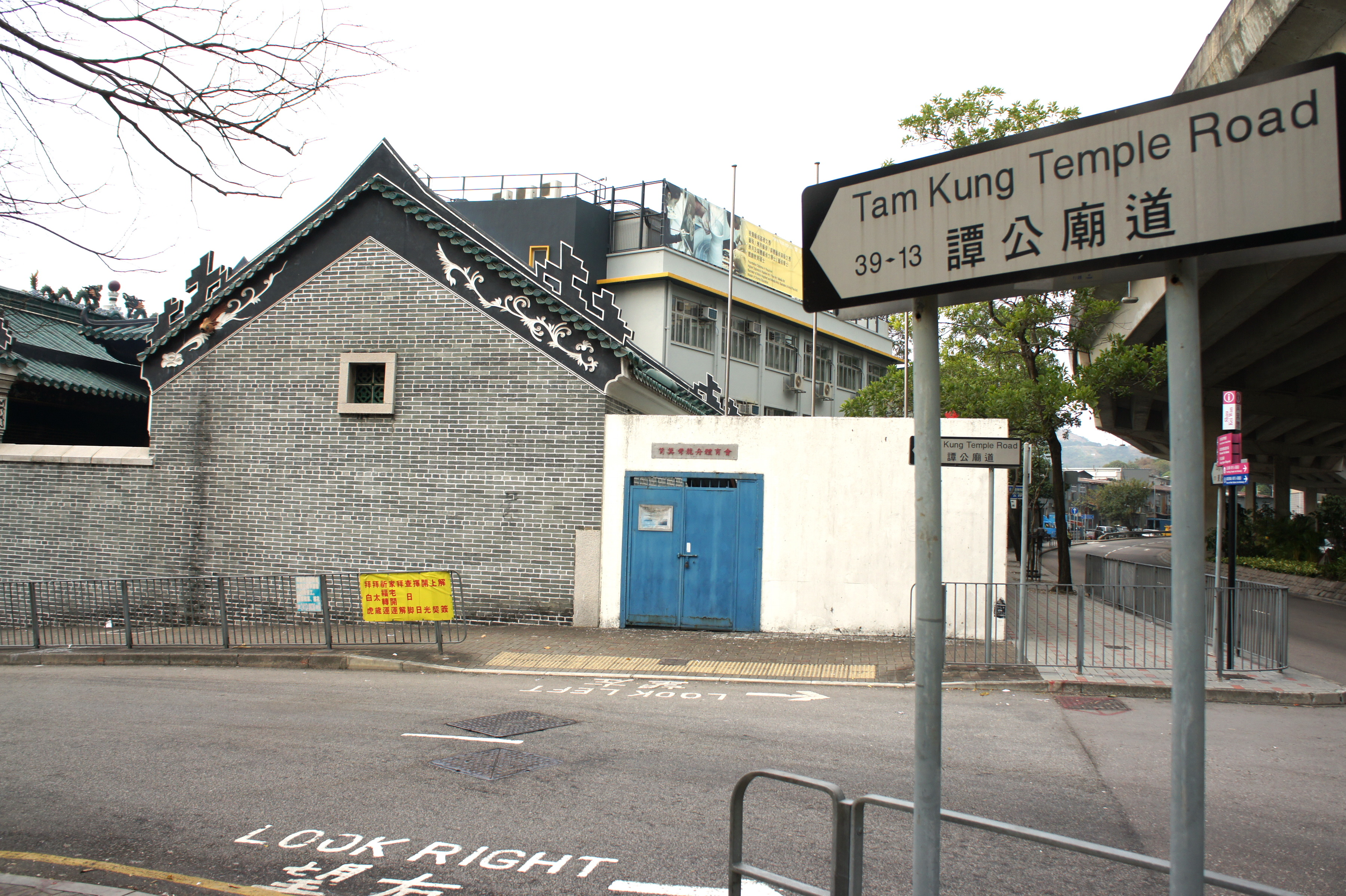
東喜道轉入譚公廟道即可見到譚公廟的右側

筲箕灣譚公廟，又稱譚公仙聖廟，是一所位於香港筲箕灣的廟宇，用來供奉譚公。廟宇建於清光緒31年（1905年香港），現已被列為香港一級歷史建築，其前身是一間小型的鄉村古廟。該廟曾於2002年重修，在2009年3月19日發表的1,444幢歷史建築物建議評級被降級為三級歷史建築。
譚公廟的正門石額刻有「譚公仙聖」四字，是光緒乙巳年間倡建廟宇時所刻。廟內牆上刻有多塊碑記，記錄了譚公廟興建和重修的歷史，可說是筲箕灣歷史發展的印記。昔日，譚公廟不但是附近鄉民議事的地方，也是鄉民設立學校之處，兼具宗教、教育、鄉政的功能。現時，譚公廟正殿供奉著譚公神像，傳說他練成了長生不老之術，雖然年紀老邁，外表仍然像個小孩，所以人們設廟供奉他時，仍將他的樣貌雕塑成小孩子一樣。

## 譚公仙跡
有說本名譚德，元代惠州人，法相多為孩童模樣。據《惠州府志》所載，譚德於惠州九龍峰修行，常持木杖出山，並有老虎隨行代為負重物，十三歲得道成仙，信眾向衪求雨或賜晴，每多應驗，特建廟供奉。又有傳說指譚公為譚峭，因會呼風喚雨及替人治病，被奉為神。咸豐六年，為表揚譚公顯聖平亂，保佑惠州鄉眾，清廷敕封譚公為「襄濟」。香港開埠初年，對石材需求甚殷，吸引不少惠州的石匠來港，同時把譚公信仰帶來香港。

## 建築特色
該廟背山面海，風水殊佳。清代成廟時其環境極為優美，廟內光緒年間的碑刻記載－「則見廟枕山涯，門臨江溪，右達鯉魚門之水，前朝龍洞之峰」。堪輿家認為筲箕灣有龍脈直沖九龍，此廟正枕於其上。至於內部間格則為常見的「二進式」，即由兩幢獨立相連或並排的建築物組成。廟內文物包括清代的神樓、對聯、銅香爐、八寶、銅鐘及匾額等，極具觀賞價值。廟前的巨石傳說為譚公的寶印，據說已擺放於該處近百年。

## 供奉多尊神祇

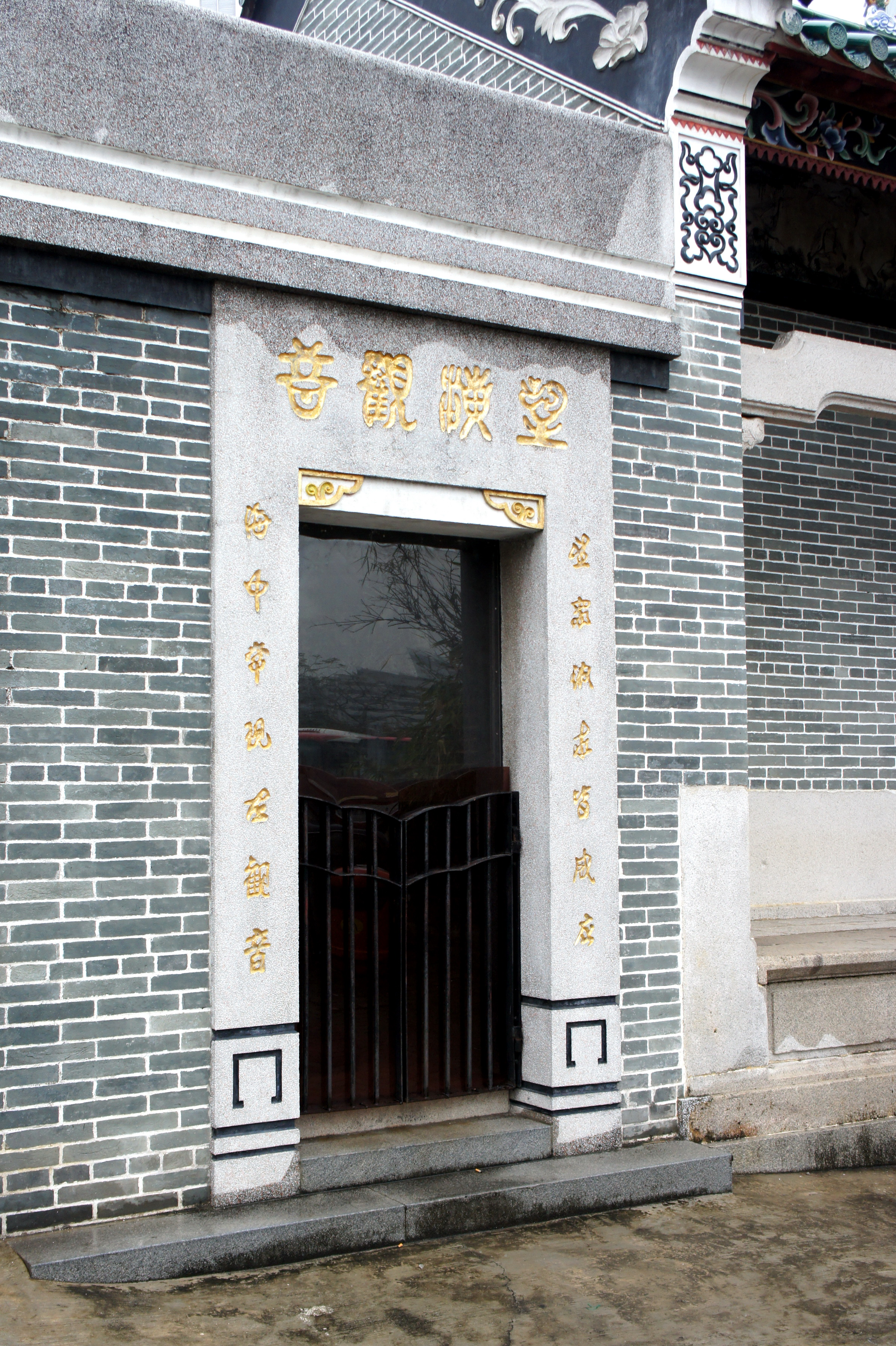
譚公廟旁的「望海觀音」殿

除譚公以外，廟宇還供奉其他神祇，如赤松黃大仙、五通財神。廟內還設有關帝宮及列聖宮殿，前者供奉關聖帝君，後者供奉如龍母等諸神。譚公廟旁則為觀音寶殿，內裡供奉望海觀音，信仰者多為漁民。譚公廟的香火十分鼎盛，每年農曆四月初八譚公寶誕，廟前都會搭起戲棚上演神功戲，灣內停泊的漁船會張燈結綵，善信從四面八方而至，場面異常熱鬧。上演神功戲的首天，善信會恭敬地將譚公的神像移到戲棚前，讓譚公跟善信一同看戲，以體現「人神共樂」的宗教意義。

## 日軍登陸點
1941年12月8日，日本偷襲珍珠港發動太平洋戰爭，日軍於當天入侵香港，日軍在12月12日攻佔九龍並伺機渡海進攻香港島。香港島守軍與日軍經過數天炮戰後北角油庫中彈起火，日軍於是趁守軍的觀察視野受濃煙所阻，在12月18日出動突擊艇渡過維多利亞港在筲箕灣登陸，根據英軍的日誌記載，日軍的登岸地點正就是當時仍在岸邊的譚公廟，而譚公廟更被日軍用作臨時指揮中心。

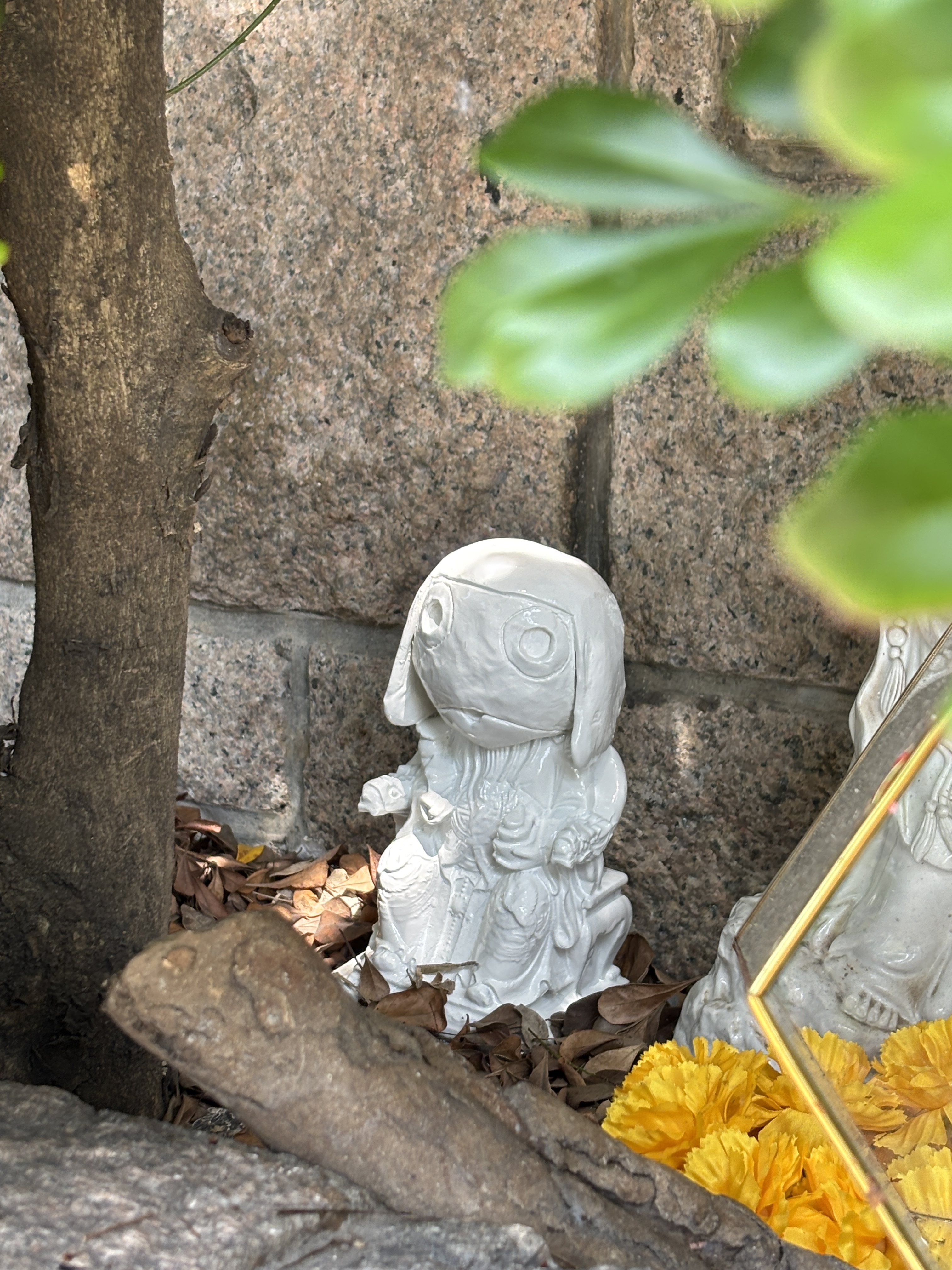
有居民發現現在被放在香港藝術學院花槽中

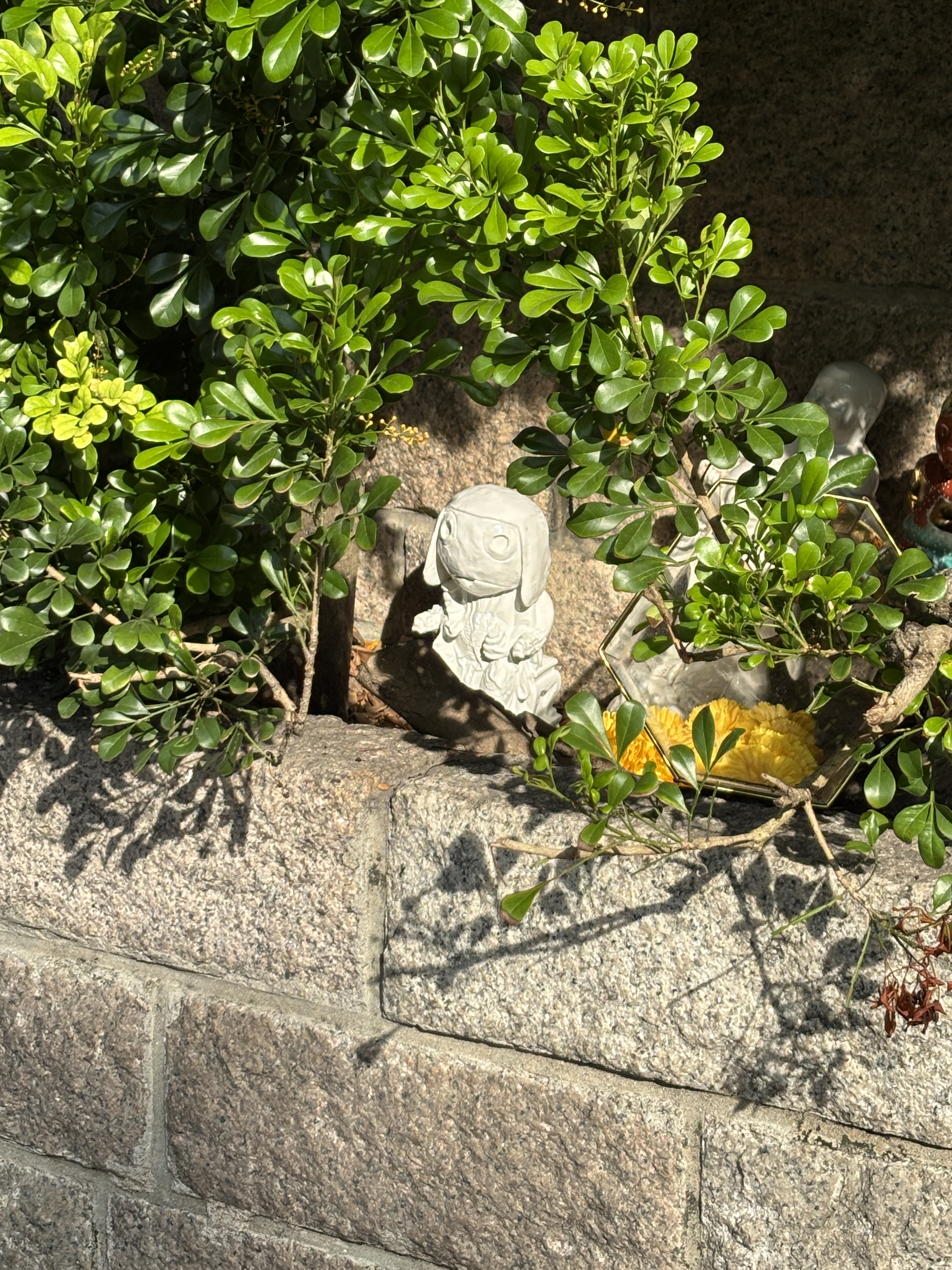

相傳，當時作為臨時中心的譚公廟，並沒有居民能夠進入廟內參拜，譚公的位置更換上了當時日軍參拜的佛像，隨後因日軍撤離香港後，譚公再次上位開放參拜，有居民更加發現當時日軍的佛像被放在譚公廟旁邊的香港藝術學院的花槽當中。

## 交通
港鐵
- █  港島綫：筲箕灣站D1出口(沿東喜道步行5分鐘至譚公廟道)

巴士